# Кубок африканских наций по пляжному футболу 2024
Кубок африканских наций 2024 (англ. 2024 Beach Soccer Africa Cup of Nations) — всеафриканский турнир по пляжному футболу среди мужчин, который пройдёт в 12-й раз с момента учреждения и в 6-й раз под эгидой Африканской конфедерации футбола (КАФ). Соревнования с 19 по 26 октября 2024 года будет принимать египетский город Хургада, расположенный на побережье Красного моря. Турнир во второй раз пройдёт в Египте. Впервые североафриканское государство принимало соревнование в 2018 году в Шарм-эш-Шейхе.
Две лучшие команды турнира, сыгравшие в финале, получат право выступить на чемпионате мира 2025 года, который впервые пройдёт в Африке на Сейшельских Островах.
Чемпионский титул будет защищать Сенегал, который завоевал титул в 2022 году в Мозамбике.

## Квалификация
Жеребьёвка отборочных матчей состоялась 13 июня 2024 года в штаб-квартире КАФ в Каире. Отборочный этап прошёл среди 14 команд и состоял из двух матчей (дома и на выезде). Первый этап отборочных матчей состоялся 19-21 июля, а второй — 26-28 июля 2024 года.
| Команда 1  | Итог  | Команда 2   | 1-й матч | 2-й матч |
| ---------- | ----- | ----------- | -------- | -------- |
| Гвинея     | 4–14  | Сенегал     | 3–9      | 1–5      |
| Гана       | 10–5  | Кот-д’Ивуар | 5–3      | 5–2      |
| Мавритания | 10–10 | Нигерия     | 4–5      | 6–5      |
| Сейшелы    | 4–9   | Мозамбик    | 3-7      | 1-2      |
| Бурунди    | 14–15 | Малави      | 6–7      | 8–8      |

## Участники
В финальном турнире примут участие 8 сборных.
| Регион | Сборные          | Уч.  | Посл. | Достижение                                            |
| ------ | ---------------- | ---- | ----- | ----------------------------------------------------- |
| УНАФ   | Египет (хозяйка) | 12-е | 2022  | 2-место (2022)                                        |
| ВАФУ   | Гана             | 4-е  | 2016  | 7-е место (2015, 2016)                                |
| ВАФУ   | Мавритания       | 1-е  | -     | дебют                                                 |
| КОСАФА | Малави           | 2-е  | 2022  | 6-е место (2022)                                      |
| УНАФ   | Марокко          | 10-е | 2022  | 3-е место (2013, 2021, 2022)                          |
| КОСАФА | Мозамбик         | 6-е  | 2022  | 2-место (2021)                                        |
| ВАФУ   | Сенегал          | 11-е | 2022  | Победитель (2008, 2011, 2013, 2016, 2018, 2021, 2022) |
| КЕСАФА | Танзания         | 3-е  | 2021  | 6-е место (2021)                                      |